# Риволто-Лонка (Удине)
Риволто-Лонка је насеље у Италији у округу Удине, региону Фурланија-Јулијска крајина.
Према процени из 2011. у насељу је живело 977 становника. Насеље се налази на надморској висини од 33 м.